# Hebron, Ohio
Hebron là một làng thuộc quận Licking, tiểu bang Ohio, Hoa Kỳ. Năm 2010, dân số của làng này là 2336 người.

## Dân số
- Dân số năm 2000: 2034 người.
- Dân số năm 2010: 2336 người.